# Aloe littoralis
Espèce
Synonymes
- Aloe angolensis Baker[1] [2]
- Aloe rubrolutea Schinz[1] [3]
- Aloe schinzii Baker[1]

Aloe littoralis est une espèce de plantes à fleurs de la famille des Xanthorrhoeaceae, selon APG III, des Asphodelaceae, selon APG IV.
L'espèce est trouvée dans le sud de l'Afrique.